# CD Olivais e Moscavide
Der Clube Desportivo Olivais e Moscavide –  [oliˈvajʃ i muʃkɐˈvid(ɨ)] – ist ein Fußballverein aus Loures im Großraum der portugiesischen Hauptstadt Lissabon. Der Verein wurde am 1. September 1912 als Rua Nova Futebol Clube gegründet, benannte sich dann 1935 in Clube Desportivo dos Olivais um und nahm im Mai 1977 den heutigen Namen an. Heimstadion ist das Estádio Alfredo Marques Augusto, das vielleicht knapp 5000 Plätze hat.
Der Verein nahm erstmals 1931/32 an offiziellen Wettbewerben teil. 1977 stieg er in die viertklassige (damals ?) nationale Dritte Division (3ª Divisão) auf, 1983/84 in die 2ª Divisão Nacional, stieg aber sogleich wieder ab. 1988/89 erfolgte der erneute Aufstieg und mit dem neunten Rang die bisher beste Platzierung. In der Folgesaison kam aber ein erneuter Abstieg, wenngleich mit dem Vordringen in das Achtelfinale des Pokals ein Achtungserfolg verbucht werden konnte.
Zwei Saisonen später stieg der Verein wieder in die 2ª Divisão Nacional auf und konnte sich diesmal bis 1996/97 halten. 1994/95 erreichte der Verein sogar das Viertelfinale des Pokals.
Nach dem zwischenzeitlichen Wiederaufstieg wurde der Verein 2005/06 Meister der 2ª Divisão Nacional und stieg in die zweitklassige Liga de Honra – dieser Tage Segunda Divisão genannt – auf, stieg als Vorletzter aber direkt wieder ab.
Es folgte ein Verfall des Vereins, der heutzutage in den Ligen des Lissaboner Verbandes – 2012/13 in der II AF Lisboa – spielt.